# Абрис (издательство)
А́брис (нем. Abriß — чертёж) — ООО, издательство, выпускающее картографическую продукцию и издания по краеведению. Расположено в Челябинске, основано в марте 1994.
Издательство стало лауреатом Всероссийского конкурса Министерства образования России. Является членом отделения Русского географического общества, а также соучредителем Челябинского фонда развития регионального туризма.

## Издания
Издательство «Абрис» выпускает «Познай свой край», серию краеведческих справочников, также с 1996 года выпускает путеводитель «Уральский перекрёсток», а с 1997 года газету «Приглашение к путешествию». Является издателем первых челябинских карт-путеводителей и тематических атласов: «Место встречи», «Челябинск с точностью до дома», «Достопримечательности Урала» а также другие серии. Кроме того, издание выпустило следующие книги и программы:
- Альбом контурных карт по географии Челябинской области (в 1994 году, первая выпущенная издательством книга)
- Компьютерную программу LIVING MAP. tm ("Живая карта") (в 1994 году, собственная разработка, на основе программы создан электронный справочник)
- Журнал «Уральский перекрёсток» (в 1996 году)
- А также другие сборники карт, атласы, справочники и т. п[3].